# Andrij Brodij

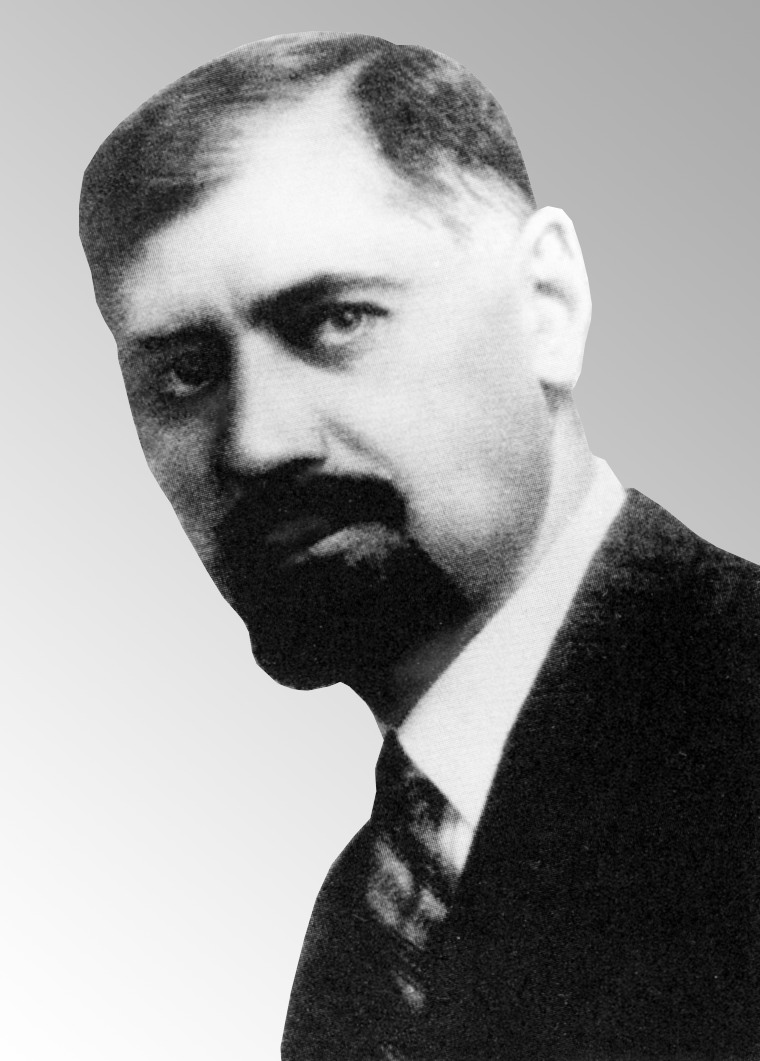
Andrij Brodij

Andrij Iwanowytsch Brodij (* 20. Junijul. / 2. Juli 1895greg. Kamjanske, Transkarpatien, Österreich-Ungarn; † 7. Dezember 1946 in Uschhorod, Ukrainische SSR) war ein russinischer Journalist und Politiker. Zwischen dem 11. Oktober 1938 und dem 26. Oktober 1938 war er Regierungschef der unabhängigen Karpato-Ukraine.

## Lebenslauf
Brodij kam in Kamjanske, einem Dorf im heutigen Rajon Berehowe der ukrainischen Oblast Transkarpatien als Sohn eines Bauern, der es als Wanderarbeiter in den Vereinigten Staaten zu einem gewissen Wohlstand gebracht hatte, zur Welt.
Brodij besuchte das  griechisch-katholische Lehrerseminar in Uschhorod und wurde 1914 Grundschullehrer in Welykyj Bytschkiw. Im Ersten Weltkrieg kämpfte er im Rang eines Leutnants der österreichisch-ungarischen Landstreitkräfte an der Front, wurde verwundet und mehrfach wegen Tapferkeit ausgezeichnet.
Nach dem Zusammenbruch Österreich-Ungarns förderte er die Idee einer Autonomen Karpatenukraine innerhalb Ungarns.
1920 war Brodij Mitbegründer der russophilen Partei Karpatenagrarunion, die  1923 in Autonome landwirtschaftlichen Vereinigung (SAC) umbenannt wurde und in der Zwischenkriegszeit eine der aktivsten und einflussreichsten politischen Parteien in Transkarpatien war. 1933 wurde er Parteichef.
Im Sommer 1938 wurde Brodij Führer der autonomen Kräfte im ukrainischen Karpatenvorland und der Vertreter des Vereinigten Zentralruthenischen Rats. Nachdem die Karpatenukraine durch das Münchner Abkommen Autonomie innerhalb der Tschecho-Slowakei erlangte, wurde er kurzzeitig, bis zu seiner Festnahme durch die tschechoslowakische Regierung, der erste Ministerpräsident der Regierung der Karpatenukraine. Nach der Annexion der Karpatenukraine durch Ungarn im März 1939 wurde Brodij Abgeordneter im ungarischen Parlament und setzte sich hier vergeblich für einen Autonomiestatus seiner Heimat ein. Seine autonome Ideen verbreitete er in Transkarpatien durch die von ihm veröffentlichten Zeitungen Русская правда (Russische Wahrheit 1939–1940) und Русское слово (Russisches Wort 1940–1944).
Nachdem die Rote Armee Ungarn im Zweiten Weltkrieg besetzt hatte, wurde Brodij am 25. November 1945 in Uschhorod vom NKWD verhaftet und im Mai 1946 wegen der Zusammenarbeit mit dem Horthy-Regime zum Tode verurteilt. Nach unbestätigten Berichten wurde er am 11. Juni, anderen Quellen nach am 7. Dezember 1946 erschossen und in Uschhorod begraben. 1991 wurde er rehabilitiert.